# 국가지원지방도 제23호선
국가지원지방도 제23호선은 충청남도 천안시 동남구 천안 나들목에서 국도 제23호선과 직결하며 시작하여 서울특별시 마포구 가양대교북단 교차로에서 마치는 국가지원지방도이다. 대부분의 구간이 경부고속도로와 거의 평행하게 달리며, 영동대교 북단부터 가양대교 북단 종점까지의 구간은 강변북로와 중복된다.

## 역사
본래 국도 제23호선의 종점이 천안이었던 것을 문산까지 연장하려는 계획안에 포함되었던 구간으로 국도 제23호선으로 지정될 예정이었으나, 국가 재정 부족으로 국도로 승격되지 못하고 국가지원지방도로 지정된 것이다. 2008년 11월 서울특별시 마포구 상암동 ~ 경기도 파주시 문산읍 구간이 국도 제77호선으로 승격되면서 구간이 단축되어 지금과 같은 노선이 되었다.
- 1996년 7월 19일 : 충청남도 천안시 ~ 경기도 파주시 문산읍 구간을 국가지원지방도 제23호 천안 ~ 파주선으로 지정[2]
- 1997년 1월 20일 : 서울시계 ~ 행주 나들목(고양시 덕양구 덕은동 ~ 행주동) 4.7 km 구간을 자동차 전용도로로 지정[3]
- 1997년 5월 6일 : 행주 나들목 ~ 이산포 나들목(고양시 덕양구 행주동 ~ 일산구 송포동) 10.76 km 구간을 자동차 전용도로로 지정[4]
- 2003년 7월 21일 : 천안시 성거읍 오목리 ~ 입장면 독정리 4.34 km 구간 확장 개통[5]
- 2008년 11월 17일 : 서울특별시 마포구 상암동 ~ 경기도 파주시 문산읍 구간이 국도 제77호선으로 승격됨. 이에 따라 국가지원지방도 제23호선 천안 ~ 서울선이 됨.[6]
- 2011년 12월 31일 : 경기도 안성시 미양면 보체리 ~ 대덕면 모산리 7.5 km 구간 개통[7]
- 2012년 12월 27일 : 경기도 안성시 서운면 ~ 대덕면 구간 (서운 ~ 안성간 도로) 12 km 개통[8]
- 2012년 12월 28일 : 천안시 입장면 독정리 580m 구간 확장 개통, 기존 1.3 km 구간 폐지[9]
- 2015년 2월 6일 : 경기도 용인시 기흥구 공세동 ~ 화성시 동탄동 3.0 km 구간 개통[10]
- 2015년 4월 13일 : 동탄 ~ 기흥간 도로 2공구(화성시 동탄면 중리 ~ 용인시 기흥구 공세동) 3.46 km 구간 신설 개통[11]
- 2016년 12월 28일 : 남사 ~ 동탄간 도로(용인시 남사면 봉명리 ~ 화성시 동탄면 중리) 장지 교차로를 제외한 10.8 km 구간 신설 개통[12]
- 2017년 11월 17일 : 남사 ~ 동탄간 도로(화성시 동탄면 장지리(장지 교차로)) 850m 구간 개통[13]
- 2021년 1월 7일 : 남사 ~ 동탄간 도로 개통으로 인해 기존 용인시 처인구 남사면 봉명리 ~ 북리 4.4km 구간 폐지[14]

## 주요 경유지
충청남도
- 천안시 동남구 안서동 - 서북구 (성거읍 - 입장면)

경기도
- 안성시 (서운면)

충청남도
- 천안시 서북구 입장면

경기도
- 안성시 (서운면 - 미양면 - 옥산동 - 대덕면 - 양성면 - 원곡면) - 용인시 처인구 남사면 - 화성시 (장지동- 산척동 - 신동 - 목동 - 중동) - 용인시 기흥구 (고매동 - 공세동 - 보라동 - 상갈동 - 신갈동 - 마북동 - 보정동) - 수지구 (동천동 - 풍덕천동 - 동천동) - 성남시 분당구 (동원동 - 금곡동 - 궁내동 - 백현동 - 판교동 - 백현동 - 삼평동) - 수정구 (금토동 - 시흥동 - 고등동 - 심곡동 - 오야동 - 신촌동)

서울특별시
- 강남구 (세곡동 - 율현동 - 자곡동 - 수서동 - 일원동 - 개포동 - 대치동 - 삼성동 - 청담동) - 영동대교 - 광진구 자양동 - 성동구 (성수동 - 금호동 - 옥수동) - 용산구 (한남동 - 보광동 - 주성동 - 동빙고동 - 서빙고동 - 용산동 - 이촌동 - 원효로4가 - 청암동) - 마포구 (마포동 - 토정동 - 용강동 - 현석동 - 신정동 - 하중동 - 상수동 - 당인동 - 합정동)

## 노선

### 충청남도
| 이름                  | 접속 노선                                                         | 소재지               | 소재지               | 비고                 |
| 국도 제23호선과 직결  | 국도 제23호선과 직결                                              | 국도 제23호선과 직결 | 국도 제23호선과 직결 | 국도 제23호선과 직결 |
| --------------------- | ----------------------------------------------------------------- | -------------------- | -------------------- | -------------------- |
| 천안 나들목           | 1호선 경부고속도로 국도 제1호선 (삼성대로) 국도 제23호선 (만남로) | 천안시               | 동남구               | 시점                 |
| 천호지삼거리          |                                                                   | 천안시               | 동남구               |                      |
| 안서동삼거리          | 각원사길                                                          | 천안시               | 동남구               |                      |
| 상명대삼거리          | 상명대길                                                          | 천안시               | 동남구               |                      |
| 백석대삼거리          | 문암로                                                            | 천안시               | 동남구               |                      |
| 단국대학교 천안캠퍼스 |                                                                   | 천안시               | 동남구               |                      |
| 석문 교차로           | 석문길                                                            | 천안시               | 서북구 성거읍        |                      |
| 망향의동산 교차로     |                                                                   | 천안시               | 서북구 성거읍        |                      |
| 석교 교차로           | 돌다리길 석교2길                                                  | 천안시               | 서북구 성거읍        |                      |
| 성거 교차로           | 서북우회도로                                                      | 천안시               | 서북구 성거읍        |                      |
| 송남 교차로           | 성거길                                                            | 천안시               | 서북구 성거읍        |                      |
| 저리 교차로           | 봉주로 수청2길                                                    | 천안시               | 서북구 성거읍        |                      |
| 수청 교차로           | 모시울1길 수청1길                                                 | 천안시               | 서북구 성거읍        |                      |
| 저리1교               |                                                                   | 천안시               | 서북구 성거읍        |                      |
| 오목 교차로           | 성거길                                                            | 천안시               | 서북구 성거읍        |                      |
| 수리고개              |                                                                   | 천안시               | 서북구 성거읍        |                      |
|                       | 서북구 입장면                                                     | 천안시               |                      |                      |
| 시장 교차로           | 입장로                                                            | 천안시               |                      |                      |
| 위례 교차로           | 신덕4길 위례산길                                                  | 천안시               |                      |                      |
| 시장교                |                                                                   | 천안시               |                      |                      |
| 홍천 교차로           | 석재길 홍천길                                                     | 천안시               |                      |                      |
| 상장 교차로           | 성진로                                                            | 천안시               |                      |                      |
| 상장교                |                                                                   | 천안시               |                      |                      |
| 입장 교차로           | 국도 제34호선 (삼사로)                                            | 천안시               |                      |                      |

### 경기도
| 이름                                                                  | 접속 노선                                      | 소재지                                                           | 소재지                                                                            | 비고                                                           |
| --------------------------------------------------------------------- | ---------------------------------------------- | ---------------------------------------------------------------- | --------------------------------------------------------------------------------- | -------------------------------------------------------------- |
| 입장 교차로                                                           | 국도 제34호선 (삼사로)                         | 안성시                                                           | 서운면                                                                            |                                                                |
| 송산교                                                                |                                                | 안성시                                                           | 서운면                                                                            |                                                                |
| 송산 교차로                                                           | 솔뫼로                                         | 안성시                                                           | 서운면                                                                            |                                                                |
| 동촌교                                                                |                                                | 안성시                                                           | 서운면                                                                            |                                                                |
|                                                                       | 미양면                                         | 안성시                                                           |                                                                                   |                                                                |
| 양변 교차로                                                           | 안성맞춤대로                                   | 안성시                                                           |                                                                                   |                                                                |
| 모래고개                                                              |                                                | 안성시                                                           |                                                                                   |                                                                |
| (교량 명칭 미상)                                                      |                                                | 안성시                                                           |                                                                                   |                                                                |
| 남안성 나들목 (늑동 교차로) (지하차도)                                | 40호선 평택제천고속도로 제2공단1길             | 안성시                                                           |                                                                                   |                                                                |
| 구례교                                                                |                                                | 안성시                                                           |                                                                                   |                                                                |
| 신기 교차로                                                           | 국가지원지방도 제70호선 (미양로)               | 안성시                                                           |                                                                                   |                                                                |
| 신기교                                                                |                                                | 안성시                                                           |                                                                                   |                                                                |
| 건지 교차로                                                           | 중앙로                                         | 안성시                                                           | 대덕면                                                                            |                                                                |
| (교량 명칭 미상)                                                      |                                                | 안성시                                                           | 대덕면                                                                            |                                                                |
| 모산 교차로                                                           | 국가지원지방도 제70호선 (만세로) (안성대로)    | 안성시                                                           | 대덕면                                                                            |                                                                |
| 신령리입구                                                            | 신령로                                         | 안성시                                                           | 대덕면                                                                            |                                                                |
| 소내교                                                                |                                                | 안성시                                                           | 대덕면                                                                            |                                                                |
| 명당교                                                                |                                                | 안성시                                                           | 대덕면                                                                            |                                                                |
|                                                                       | 양성면                                         | 안성시                                                           |                                                                                   |                                                                |
| 구장교                                                                |                                                | 안성시                                                           |                                                                                   |                                                                |
| 동항사거리                                                            | 지방도 제306호선 (양성로) 장터길               | 안성시                                                           | 지방도 제306호선과 중복                                                           |                                                                |
| 양성사거리                                                            | 지방도 제321호선 (덕봉서원로)                  | 안성시                                                           | 지방도 제306, 321호선과 중복                                                      |                                                                |
| (이름 없음)                                                           | 장터길                                         | 안성시                                                           | 지방도 제306, 321호선과 중복                                                      |                                                                |
| 만세고개 (안성3.1운동기념관)                                          | 만세로                                         | 안성시                                                           | 지방도 제306, 321호선과 중복                                                      |                                                                |
| 성은삼거리                                                            | 지방도 제306호선 (지문로)                      | 안성시                                                           | 지방도 제306, 321호선과 중복                                                      | 원곡면                                                         |
| 산직교                                                                |                                                | 안성시                                                           | 지방도 제321호선과 중복                                                           | 원곡면                                                         |
| 산직교                                                                |                                                | 용인시                                                           | 지방도 제321호선과 중복                                                           | 처인구 남사읍                                                  |
| 신촌교                                                                |                                                | 용인시                                                           | 지방도 제321호선과 중복                                                           | 처인구 남사읍                                                  |
| 남촌초교앞삼거리                                                      | 남촌로                                         | 용인시                                                           | 지방도 제321호선과 중복                                                           | 처인구 남사읍                                                  |
| 남촌초등학교                                                          |                                                | 용인시                                                           | 지방도 제321호선과 중복                                                           | 처인구 남사읍                                                  |
| 진목 교차로                                                           | 지방도 제314호선 (어진로)                      | 용인시                                                           | 지방도 제321호선과 중복                                                           | 처인구 남사읍                                                  |
| 진목교                                                                |                                                | 용인시                                                           | 지방도 제321호선과 중복                                                           | 처인구 남사읍                                                  |
| 봉명삼거리                                                            | 지방도 제321호선 (처인성로)                    | 용인시                                                           | 지방도 제321호선과 중복                                                           | 처인구 남사읍                                                  |
| 유평1교                                                               |                                                | 용인시                                                           |                                                                                   | 처인구 남사읍                                                  |
| 유평2 교차로                                                          | 통삼로                                         | 용인시                                                           | 지방도 제310호선과 중복                                                           | 처인구 남사읍                                                  |
| 유평1 교차로 (남사진위 나들목)                                        | 1호선 경부고속도로 지방도 제310호선 (천덕산로) | 용인시                                                           | 지방도 제310호선과 중복                                                           | 처인구 남사읍                                                  |
| 동막 교차로                                                           | 서촌로                                         | 용인시                                                           |                                                                                   | 처인구 남사읍                                                  |
| 장지 교차로                                                           | 국가지원지방도 제82호선 (경기동로)             | 화성시                                                           | 동탄동                                                                            |                                                                |
| 산척지히차도                                                          |                                                | 화성시                                                           | 동탄동                                                                            |                                                                |
| 신리 교차로 (신리지하차도)                                            | 동탄산척로                                     | 화성시                                                           | 동탄동                                                                            |                                                                |
| 신리교                                                                |                                                | 화성시                                                           | 동탄동                                                                            |                                                                |
| 중리터널                                                              |                                                | 화성시                                                           | 동탄동                                                                            | 상행 연장 650m 하행 연장 600m                                  |
| 무봉교                                                                |                                                | 화성시                                                           | 동탄동                                                                            |                                                                |
| 중리 교차로                                                           | 국가지원지방도 제84호선 (동탄치동천로)         | 화성시                                                           | 동탄동                                                                            |                                                                |
| 고매1교                                                               |                                                | 화성시                                                           | 동탄동                                                                            |                                                                |
|                                                                       | 용인시                                         | 기흥구                                                           |                                                                                   |                                                                |
| (터널 명칭 미상)                                                      | 용인시                                         | 기흥구                                                           |                                                                                   | 상행 연장 730m 하행 연장 745m                                  |
| (터널 명칭 미상)                                                      | 용인시                                         | 기흥구                                                           |                                                                                   | 상행 연장 730m 하행 연장 745m                                  |
| 고매2교                                                               | 용인시                                         | 기흥구                                                           |                                                                                   |                                                                |
| 고매 교차로                                                           | 용인시                                         | 기흥구                                                           | 고매로                                                                            |                                                                |
| 공세1교                                                               | 용인시                                         | 기흥구                                                           |                                                                                   |                                                                |
| 경인주유소앞 삼거리                                                   | 용인시                                         | 기흥구                                                           | 탑실로                                                                            | 상행 진입만 가능                                               |
| 공세2교                                                               | 용인시                                         | 기흥구                                                           |                                                                                   |                                                                |
| 한보라마을입구                                                        | 용인시                                         | 기흥구                                                           | 지방도 제317호선 (동탄기흥로) 한보라2로                                           | 상행 진출 불가 하행 진입 불가                                  |
| 보라횡단교삼거리                                                      | 용인시                                         | 기흥구                                                           | 지방도 제315호선 (보라하갈로)                                                     | 지방도 제315호선과 중복                                        |
| 보라지구입구삼거리                                                    | 용인시                                         | 기흥구                                                           | 한보라1로64번길                                                                   | 지방도 제315호선과 중복                                        |
| 보라교                                                                | 용인시                                         | 기흥구                                                           |                                                                                   | 지방도 제315호선과 중복                                        |
| 보라교사거리                                                          | 용인시                                         | 기흥구                                                           | 지방도 제315호선 (사은로) 용구대로1855번길                                        | 지방도 제315호선과 중복                                        |
| 민속촌입구                                                            | 용인시                                         | 기흥구                                                           | 민속촌로                                                                          |                                                                |
| 통미마을삼거리                                                        | 용인시                                         | 기흥구                                                           | 용구대로1855번길                                                                  |                                                                |
| 아모레퍼시픽삼거리                                                    | 용인시                                         | 기흥구                                                           |                                                                                   |                                                                |
| 금화마을입구삼거리                                                    | 용인시                                         | 기흥구                                                           | 금화로                                                                            |                                                                |
| 보라초등학교앞삼거리                                                  | 용인시                                         | 기흥구                                                           | 금화로105번길                                                                     |                                                                |
| 상갈 교차로                                                           | 용인시                                         | 기흥구                                                           | 금화로 신갈로                                                                     |                                                                |
| 상갈교사거리                                                          | 용인시                                         | 기흥구                                                           | 갈천로                                                                            |                                                                |
| 상갈교                                                                | 용인시                                         | 기흥구                                                           |                                                                                   |                                                                |
| 신갈오거리                                                            | 용인시                                         | 기흥구                                                           | 국도 제42호선 국가지원지방도 제98호선 (중부대로) 신갈로58번길                     |                                                                |
| 신갈초등학교                                                          | 용인시                                         | 기흥구                                                           | 신갈로57번길 신갈로84번길                                                         |                                                                |
| 삼익아파트사거리                                                      | 용인시                                         | 기흥구                                                           | 신갈로89번길 신갈로124번길                                                        |                                                                |
| 삼성구성고가차도                                                      | 용인시                                         | 기흥구                                                           | 용구대로 용구대로2152번길                                                         |                                                                |
| 신안아파트사거리                                                      | 용인시                                         | 기흥구                                                           | 관곡로 흥덕4로                                                                    |                                                                |
| 풍림아파트삼거리 현대아파트삼거리                                     | 용인시                                         | 기흥구                                                           |                                                                                   |                                                                |
| 용인운전면허시험장                                                    | 용인시                                         | 기흥구                                                           | 기흥로                                                                            |                                                                |
| 수원국토삼거리 경기도여성능력개발센터                                 | 용인시                                         | 기흥구                                                           |                                                                                   |                                                                |
| 구성사거리                                                            | 용인시                                         | 기흥구                                                           | 석성로                                                                            |                                                                |
| 삼거교                                                                | 용인시                                         | 기흥구                                                           |                                                                                   |                                                                |
| 마북삼거리                                                            | 용인시                                         | 기흥구                                                           | 구성로                                                                            |                                                                |
| 연원마을삼거리                                                        | 용인시                                         | 기흥구                                                           | 연원로                                                                            |                                                                |
| 그린주유소앞삼거리 금호베스트빌삼거리 이마트트레이더스 구성점         | 용인시                                         | 기흥구                                                           |                                                                                   |                                                                |
| 구성이마트삼거리                                                      | 용인시                                         | 기흥구                                                           | 구교동로                                                                          |                                                                |
| 보정 교차로                                                           | 용인시                                         | 기흥구                                                           | 용구대로2469번길                                                                  |                                                                |
| 보정교                                                                | 용인시                                         | 기흥구                                                           |                                                                                   |                                                                |
| 신촌마을앞삼거리 (동아고가교)                                         | 용인시                                         | 기흥구                                                           | 용구대로2518번길                                                                  |                                                                |
| 보정역                                                                | 용인시                                         | 기흥구                                                           |                                                                                   |                                                                |
| 죽현 교차로                                                           | 용인시                                         | 기흥구                                                           | 죽전로                                                                            |                                                                |
| 독정교                                                                | 용인시                                         | 기흥구                                                           |                                                                                   |                                                                |
| 죽전사거리 (죽전고가차도)                                             | 용인시                                         | 국도 제43호선 (포은대로) 용구대로                                | 수지구                                                                            | 국도 제43호선과 중복                                           |
| 죽전역 (신세계백화점 경기점) 죽전2동행정복지센터 용인아르피아체육공원 | 용인시                                         |                                                                  | 수지구                                                                            | 국도 제43호선과 중복                                           |
| 풍덕천삼거리                                                          | 용인시                                         | 풍덕천~수서.분당 연결도로 분당수서로 (간접연결) 용구대로2469번길 | 수지구                                                                            | 국도 제43호선과 중복                                           |
| 풍덕천사거리 (풍덕고가차도)                                           | 용인시                                         | 국도 제43호선 (포은대로) 신수로                                  | 수지구                                                                            | 국도 제43호선과 중복                                           |
| 풍덕천보도육교                                                        | 용인시                                         | 풍덕천로                                                         | 수지구                                                                            |                                                                |
| 훼미리주유소삼거리                                                    | 용인시                                         | 신수로683번길                                                    | 수지구                                                                            |                                                                |
| KT수지지사앞삼거리                                                    | 용인시                                         | 문인로                                                           | 수지구                                                                            |                                                                |
| (이름 없음)                                                           | 용인시                                         | 손곡로                                                           | 수지구                                                                            |                                                                |
| 만당주유소앞삼거리                                                    | 용인시                                         | 수지로                                                           | 수지구                                                                            |                                                                |
| 머내기업은행                                                          | 용인시                                         |                                                                  | 수지구                                                                            |                                                                |
| 머내고가교                                                            | 용인시                                         |                                                                  | 수지구                                                                            |                                                                |
|                                                                       | 성남시                                         | 분당구                                                           |                                                                                   |                                                                |
| 금곡 나들목                                                           | 성남시                                         | 분당구                                                           | 지방도 제334호선 (동막로) 돌마로                                                  |                                                                |
| 보바스기념병원                                                        | 성남시                                         | 분당구                                                           |                                                                                   |                                                                |
| 성남외고입구                                                          | 성남시                                         | 분당구                                                           | 대왕판교로385번길                                                                 |                                                                |
| 백현고가교                                                            | 성남시                                         | 분당구                                                           | 백현로 국가지원지방도 제57호선 (안양판교로)                                       | 국가지원지방도 제57호선과 중복                                 |
| 낙생고등학교                                                          | 성남시                                         | 분당구                                                           |                                                                                   | 국가지원지방도 제57호선과 중복                                 |
| 낙원교                                                                | 성남시                                         | 분당구                                                           |                                                                                   | 국가지원지방도 제57호선과 중복                                 |
| (이름 없음)                                                           | 성남시                                         | 분당구                                                           | 운중로                                                                            | 국가지원지방도 제57호선과 중복                                 |
| 낙원지하차도                                                          | 성남시                                         | 분당구                                                           |                                                                                   | 국가지원지방도 제57호선과 중복                                 |
| 판교 나들목                                                           | 성남시                                         | 분당구                                                           | 1호선 경부고속도로 100호선 수도권제1순환고속도로 국가지원지방도 제57호선 (서현로) | 국가지원지방도 제57호선과 중복 하행 진출입만 가능 화랑지하차도 |
| 화랑교                                                                | 성남시                                         | 분당구                                                           |                                                                                   | 화랑지하차도                                                   |
| 화랑공원삼거리                                                        | 성남시                                         | 분당구                                                           | 대왕판교로606번길                                                                 | 화랑지하차도                                                   |
| 쌍룡교                                                                | 성남시                                         | 분당구                                                           |                                                                                   | 화랑지하차도                                                   |
| 판교테크노중앙사거리                                                  | 성남시                                         | 분당구                                                           | 판교로                                                                            | 화랑지하차도                                                   |
| 금토동삼거리                                                          | 성남시                                         | 달래내로                                                         | 수정구                                                                            |                                                                |
| 한국도로공사 세종연구소앞 교차로                                      | 성남시                                         |                                                                  | 수정구                                                                            |                                                                |
| 시흥사거리                                                            | 성남시                                         | 분당내곡로 여수대로                                              | 수정구                                                                            |                                                                |
| 고등동행정복지센터 고등교                                             | 성남시                                         |                                                                  | 수정구                                                                            |                                                                |
| (청계로입구)                                                          | 성남시                                         | 청계산로                                                         | 수정구                                                                            | 고등 나들목과 간접 연결                                        |
| 서울공항정문사거리                                                    | 성남시                                         | 심곡로                                                           | 수정구                                                                            |                                                                |
| 효성고등학교                                                          | 성남시                                         |                                                                  | 수정구                                                                            |                                                                |
| 세곡3교                                                               | 성남시                                         |                                                                  | 수정구                                                                            |                                                                |

### 서울특별시
| 이름                                                 | 접속 노선                                                     | 소재지     | 소재지                                    | 비고                                               |
| ---------------------------------------------------- | ------------------------------------------------------------- | ---------- | ----------------------------------------- | -------------------------------------------------- |
| 세곡3교                                              |                                                               | 서울특별시 | 강남구                                    |                                                    |
| 세곡동사거리                                         | 헌릉로                                                        | 서울특별시 | 강남구                                    |                                                    |
| 세곡동행정복지센터                                   |                                                               | 서울특별시 | 강남구                                    |                                                    |
| 못골마을                                             | 자곡로                                                        | 서울특별시 | 강남구                                    |                                                    |
| 수서역 교차로 (수서역)                               | 광평로                                                        | 서울특별시 | 강남구                                    |                                                    |
| 수서 나들목                                          | 동부간선도로 남부순환로 양재대로                              | 서울특별시 | 강남구                                    | 동부간선도로는 상행 진입, 하행 진출만 가능         |
| 일원1동행정복지센터                                  | 양재대로55길                                                  | 서울특별시 | 강남구                                    |                                                    |
| 삼성서울병원사거리                                   | 일원로                                                        | 서울특별시 | 강남구                                    |                                                    |
| 일원터널 교차로 (일원지하차도)                       | 국도 제47호선 (양재대로) 광평로                               | 서울특별시 | 강남구                                    | 국도 제47호선과 중복                               |
| 공무원연금매점                                       | 영동대로3길 영동대로4길                                       | 서울특별시 | 강남구                                    | 국도 제47호선과 중복                               |
| 대모산입구역 (개원중학교)                            | 개포로                                                        | 서울특별시 | 강남구                                    | 국도 제47호선과 중복                               |
| 영동6교                                              |                                                               | 서울특별시 | 강남구                                    | 국도 제47호선과 중복                               |
| 학여울역 (SETEC)                                     | 남부순환로                                                    | 서울특별시 | 강남구                                    | 국도 제47호선과 중복                               |
| 대치우성아파트                                       | 도곡로                                                        | 서울특별시 | 강남구                                    | 국도 제47호선과 중복                               |
| 오뚜기                                               |                                                               | 서울특별시 | 강남구                                    | 국도 제47호선과 중복                               |
| 삼성역                                               | 테헤란로                                                      | 서울특별시 | 강남구                                    | 국도 제47호선과 중복                               |
| 코엑스 한국종합무역센터 (트레이드 타워) 한국전력공사 |                                                               | 서울특별시 | 강남구                                    | 국도 제47호선과 중복                               |
| 코엑스 교차로                                        | 봉은사로                                                      | 서울특별시 | 강남구                                    | 국도 제47호선과 중복                               |
| 경기고등학교앞 (청담역)                              | 학동로                                                        | 서울특별시 | 강남구                                    | 국도 제47호선과 중복                               |
| 영동대교 남단                                        | 도산대로 올림픽대로                                           | 서울특별시 | 강남구                                    | 국도 제47호선과 중복                               |
| 영동대교                                             |                                                               | 서울특별시 | 강남구                                    | 국도 제47호선과 중복                               |
|                                                      | 광진구                                                        | 서울특별시 |                                           | 국도 제47호선과 중복                               |
| 영동대교북단 나들목                                  | 강변북로 (국도 제46호선) 국도 제47호선 (동일로)               | 서울특별시 | 국도 제47호선과 중복 국도 제46호선과 중복 |                                                    |
| (이름 없음)                                          | 왕십리로                                                      | 서울특별시 | 성동구                                    | 국도 제46호선과 중복 하행 진출입 불가              |
| 성수대교북단 나들목                                  | 고산자로 언주로                                               | 서울특별시 | 성동구                                    | 국도 제46호선과 중복                               |
| 동부간선도로 입구                                    | 동부간선도로                                                  | 서울특별시 | 성동구                                    | 국도 제46호선과 중복                               |
| 한남대교북단 나들목                                  | 한남대로                                                      | 서울특별시 | 용산구                                    | 국도 제46호선과 중복 상행 진출입 불가              |
| (이름 없음)                                          | 서빙고로                                                      | 서울특별시 | 용산구                                    | 국도 제46호선과 중복 상행 진출 불가 하행 진입 불가 |
| 반포대교북단 나들목                                  | 반포대로 녹사평대로                                           | 서울특별시 | 용산구                                    | 국도 제46호선과 중복 상행 진출입 불가              |
| 신동아아파트                                         | 이촌로                                                        | 서울특별시 | 용산구                                    | 국도 제46호선과 중복 하행 진출입 불가              |
| 동작대교북단 나들목                                  | 동작대로                                                      | 서울특별시 | 용산구                                    | 국도 제46호선과 중복 상행 진출 불가                |
| 한강대교북단 나들목                                  | 한강대로 이촌로                                               | 서울특별시 | 용산구                                    | 국도 제46호선과 중복 이촌로 이용해 진출입          |
| 원효대교북단 나들목                                  | 여의대방로 청파로                                             | 서울특별시 | 용산구                                    | 국도 제46호선과 중복                               |
| (이름 없음)                                          | 원효로                                                        | 서울특별시 | 마포구                                    | 국도 제46호선과 중복 하행 진입 불가                |
| 마포대교북단 나들목                                  | 국도 제46호선 (여의대로) 마포대로                             | 서울특별시 | 마포구                                    | 국도 제46호선과 중복                               |
| (이름 없음)                                          | 대흥로                                                        | 서울특별시 | 마포구                                    | 상행 진출만 가능                                   |
| 서강대교북단 나들목                                  | 국회대로 서강로                                               | 서울특별시 | 마포구                                    |                                                    |
| (이름 없음)                                          | 와우산로                                                      | 서울특별시 | 마포구                                    | 상행 진출만 가능                                   |
| 양화대교북단 나들목                                  | 국도 제6호선 국도 제77호선 (선유로) (양화로)                  | 서울특별시 | 마포구                                    | 국도 제77호선과 중복                               |
| (이름 없음)                                          | 동교로                                                        | 서울특별시 | 마포구                                    | 국도 제77호선과 중복 상행 진출만 가능              |
| 성산대교북단 나들목                                  | 국도 제1호선 국도 제48호선 (서부간선도로) (성산로) 내부순환로 | 서울특별시 | 마포구                                    | 국도 제77호선과 중복                               |
| 난지공원 교차로                                      | 증산로                                                        | 서울특별시 | 마포구                                    | 국도 제77호선과 중복 하행 진출 불가                |
| 노을공원 교차로                                      | 하늘공원로                                                    | 서울특별시 | 마포구                                    | 국도 제77호선과 중복 하행 진출입 불가              |
| 가양대교북단 교차로                                  | 가양대로 화곡로                                               | 서울특별시 | 마포구                                    | 국도 제77호선과 중복 종점                          |
| 국도 제77호선 (자유로)와 직결                        |                                                               |            |                                           |                                                    |

## 도로명
충청남도
- 천안시 동남구 천안 나들목 ~ 서북구 입장면 입장 교차로 : 망향로

경기도
- 안성시 서운면 입장 교차로 ~ 대덕면 모산 교차로 : 안성대로
- 안성시 대덕면 모산 교차로 ~ 양성면 만세고개 : 만세로
- 안성시 양성면 만세고개 ~ 용인시 처인구 남사면 유평1 교차로 : 천덕산로
- 용인시 처인구 남사면 유평1 교차로 ~ 도립박물관입구 : 용구대로
- 용인시 기흥구 상갈 교차로 ~ 삼성구성고가차도 : 신갈로
- 용인시 기흥구 삼성구성고가차도 ~ 수지구 죽전사거리 : 용구대로
- 용인시 수지구 죽전사거리 ~ 풍덕천사거리 : 포은대로
- 용인시 수지구 풍덕천사거리 ~ 머내고가교 : 신수로
- 성남시 분당구 머내고가교 ~ 수정구 세곡3교 : 대왕판교로

서울특별시
- 강남구 세곡3교 ~ 수서 나들목 : 밤고개로
- 강남구 수서 나들목 ~ 일원터널 교차로 : 양재대로
- 강남구 일원터널 교차로 ~ 광진구 영동대교북단 교차로 : 영동대로
- 광진구 영동대교북단 교차로 ~ 마포구 가양대교북단 교차로 : 강변북로

## 같이 보기
- 국도 제23호선
- 국도 제77호선